# Distretto di Aguas Verdes
Il distretto di Aguas Verdes è un distretto del Perù, facente parte della provincia di Zarumilla, nella regione di Tumbes.